# Allá en el Rancho Grande (pel·lícula de 1948)
Allá en el Rancho Grande es una película mexicana de comèdia musical del 1948 dirigida por Fernando de Fuentes i protagonitzada per Jorge Negrete i Lilia del Valle. És un remake de la pel·lícula homònima del 1936 dirigida també per Fernando de Fuentes. Proposa una visió idíl·lica i masclista de la vida rural mexicana que fou un gran èxit de l'Època d'Or del cinema mexicà.

## Sinopsi
Felipe és l'hisendat de Rancho Grande que entra en conflicte amb el seu ranxer, José Francisco perquè ambdós estan enamorats de la mateixa dona, una noia òrfena criada al ranxo.

## Repartiment
- Eduardo Noriega ... Felipe
- Jorge Negrete... José Francisco
- Lilia del Valle... Cruz
- Armando Soto La Marina ... Florentino
- Lupe Inclán... Angela
- Alicia Caro ... Eulalia
- Luis Pérez Meza ... Martín
- Juan Calvo... Venancio

## Recepció
La pel·lícula ocupa el lloc 89 dins de la llista de les 100 millors pel·lícules del cinema mexicà, segons l'opinió de 25 crítics i especialistes del cinema a Mèxic, publicada per la revista Somos en juliol de 1994.